# 京太郎 (沖縄の芸能)
京太郎（チャンダラー、チョンダラー）は、沖縄の伝統芸能のひとつ、またその演者。20世紀以降に形作られた現代のエイサーにおいては、構成要素のひとつとして組み込まれている。地域によってはコッケイ、サンダー（三郎）、ナカワチ、チョーギナーなどとも称される。
古くから琉球には京太郎と称される門付け芸があり、祝福芸、念仏踊り、人形芝居などを演じていた。18世紀初頭の時点で、その由来については京から渡来したものとも、京太郎という人物が作ったものとも、もはや不明となっていたという。琉球王朝時代には、首里に安仁屋（アンニャ、「行脚」とも）村と称する念仏者（ニンブチャー）の集落があり、京太郎たちが広く各地を歩き回っていたという。明治期には門付けは廃れていたが、芝居の出し物として構成されることがあった。
組踊『万歳敵討』には、主人公が京太郎に扮して敵討ちの相手に近づこうとする場面がある。
また、沖縄の各地に伝わる獅子舞の伝播に関して、京太郎が関わったとする伝承が残されている例がある。
現代のエイサーにおいては、顔を白塗りにして滑稽な所作で場を盛り上げながら、隊列の整理をする役割として、京太郎を加えることがよくある。これはサナジャー（ふんどし姿の意）と呼ぶのが本来ともされるが、京太郎と呼ぶことも多い。

## 泡瀬の京太郎
沖縄市泡瀬には、京太郎の芸を舞台芸能として構成したものを、明治時代に首里から移り住んだ寒水川（スンガー）芝居の役者から地域の青年たちが芸を受け継いだとされる、「泡瀬の京太郎」が伝承されている。泡瀬の京太郎の初演は1906年とされており、1958年には泡瀬京太郎保存会が結成された。1978年に沖縄市の民俗文化財、1980年に沖縄県初の県指定無形文化財にそれぞれ指定され、2005年には文化庁から選択無形民俗文化財に選択された。
演者は、太鼓打ち1名、馬頭をかたどった飾りをからだの前につけ、その手綱をとる姿で登場する馬舞者（ウマメーサー）2名と、陣笠を冠った10-12名ほどの踊り手からなる。演目としては、「早口説（ハヤクドゥチ）」、「扇子の舞（オージヌメー）」、「御知行の歌（ウチジョウヌウタ）」、「馬舞者（ウマメーサー）」、「鳥刺し舞（トゥイサシメー）」が伝えられている。踊りには、歌と三線が伴奏するが、踊り手が歌いながら踊る場面も多く、また「馬舞者」は萬歳に似た掛け合いをおこなう演目である。泡瀬では、地区の祝事の場などで、年に数回ほど京太郎を上演している。
泡瀬の京太郎は口承で伝えられて来たが、2012年には国の「ふるさと文化再興事業・地域伝統文化伝承事業」の一環として保存会によって練習用DVDが製作された。